# Шрейбер, Милан
Милан Шрейбер (чеш. Milan Šrejber; род. 30 декабря 1963, Прага) — чешский теннисист и бизнесмен. Победитель трёх турниров Гран-при в одиночном и парном разрядах, бронзовый призёр Олимпийских игр 1988 года в мужском парном разряде. Обладатель командного Кубка мира 1987 года в составе сборной Чехословакии.

## Биография
Милан Шрейбер был единственным ребёнком в семье инженера-электротехника. В 19 лет он оставил учёбу в Пражском университете, где также учился на инженера-электротехника, ради теннисной карьеры, которую, однако, прервал по состоянию здоровья в неполные 28 лет.
После окончания игровой карьеры Шрейбер занялся бизнесом, создав инвестиционный фонд Šrejber Tennis для участия в ваучерной приватизации. В январе 1994 года он возглавил акционерное общество Pankrác. Он активно жертвовал деньги, в том числе через подставных лиц, правящей правой партии ГДП, и после смены власти в 1998 году на него было заведено уголовное дело. Он был осуждён в 2001 году на 5,5 лет заключения за злоупотребление внутренней информацией в бизнесе (срок был снижен апелляционным судом до шести месяцев). Процесс, однако, вёлся со значительными процедурными нарушениями, вердикт основывался на показаниях единственного свидетеля, и в дальнейшем Верховный суд отменил приговор, а в 2007 году дело против Шрейбера было закрыто. В общей сложности он провёл в тюрьме 131 день.

## Спортивная карьера
Милан Шрейбер выступал в профессиональных теннисных турнирах с 1985 года. Уже в июле он выиграл свой первый «челленджер» в Ной-Ульме (ФРГ), обыграв по ходу турнира двух соперников из первой сотни рейтинга. В  феврале следующего года в Торонто он вышел в финал первого в карьере турнира Гран-при, а в июле впервые сыграл за сборную Чехословакии в Кубке Дэвиса, выиграв обе своих первых игры у соперников из Югославии. В июле он дошёл до четвертьфинала Открытого чемпионата США, в первом же круге победив Джимми Ариаса; в четвертьфинале его остановил Борис Беккер, но, несмотря на это, к октябрю Шрейбер поднялся до 28-го места в рейтинге. В октябре он проиграл две игры в полуфинальном матче Кубка Дэвиса шведам Эдбергу и Пернфорсу и вместе со сборной выбыл из дальнейшей борьбы.
В 1987 году Шрейбер завоевал с чехословацкой сборной командный Кубок мира, победив в финале сборную США. В дальнейшем год сложился для него менее удачно, и его лучшими результатами стали выходы в третий круг на Открытом чемпионате Франции и Открытом чемпионате США. Таких же результатов он добился и в парном разряде на Открытых чемпионатах Австралии и Франции. Следующий год стал самым успешным в карьере Шрейбера. За сезон он выиграл два турнира Гран-при (по одному в одиночном и парном разряде) и дошёл с Милославом Мечиржем до полуфинала олимпийского турнира пар в Сеуле. Хотя там они проиграли будущим победителям, Роберту Сегусо и Кену Флэку, бронзовые медали они получили автоматически, так как матч за третье место на Олимпиаде не игрался. Этот сезон Шрейбер закончил в числе ста лучших теннисистов мира, как в одиночном, так и в парном разряде.
В 1989 году основные успехи Шрейбера пришлись на парный разряд, в котором он дважды играл в финале (в Роттердаме и Гштаде), выиграв свой второй титул в парах, и к июню поднялся на 37-е место в рейтинге, высшее в своей парной карьере. После этого ему уже не удавалось дойти до финалов турниров Гран-при и сменившего его АТР-тура, но в 1990 году он ещё дошёл до четвертьфинала Открытого чемпионата Франции в паре с Карелом Новачеком, победив в первом круге одну из сильнейших пар мира — Стефана Эдберга и Андерса Яррида. Он также выиграл ещё два «челленджера» в одиночном разряде и уже в октябре 1991 года завершил игровую карьеру из-за проблем со зрением.

## Участие в финалах турниров Гран-при за карьеру (5)

### Одиночный разряд (1+1)
| Результат | Дата        | Турнир                  | Покрытие | Соперник в финале | Счёт в финале |
| --------- | ----------- | ----------------------- | -------- | ----------------- | ------------- |
| Поражение | 3 фев 1986  | Toronto Indoor, Канада  | Ковёр    | Йоаким Нюстрём    | 1-6, 4-6      |
| Победа    | 22 авг 1988 | Рай-Брук, Нью-Йорк, США | Хард     | Рамеш Кришнан     | 6-2, 7-6      |

### Мужской парный разряд (2+1)
| Результат | Дата        | Турнир                                                  | Покрытие | Партнёр         | Соперник в финале               | Счёт в финале |
| --------- | ----------- | ------------------------------------------------------- | -------- | --------------- | ------------------------------- | ------------- |
| Победа    | 4 июл 1988  | Открытый чемпионат Швейцарии, Гштад                     | Грунт    | Петр Корда      | Андрес Гомес Эмилио Санчес      | 7-6, 7-6      |
| Победа    | 6 фев 1989  | ABN AMRO World Tennis Tournament, Роттердам, Нидерланды | Ковёр    | Милослав Мечирж | Ян Гуннарссон Магнус Густафссон | 7-6, 6-0      |
| Поражение | 10 июл 1989 | Открытый чемпионат Швейцарии, Гштад                     | Грунт    | Петр Корда      | Кассиу Мотта Тодд Уитскен       | 4-6, 3-6      |

## Участие в финалах командных турниров (1)
Победа (1)
| Год  | Турнир                  | Команда                                              | Соперник в финале           | Счёт |
| 1987 | Кубок мира, Дюссельдорф | Чехословакия М. Мечирж, Ф. Пала, Т. Шмид, М. Шрейбер | США Б. Гилберт, Д. Макинрой | 2-1  |